# Nigeria op de Olympische Zomerspelen 2008
Nigeria nam deel aan de Olympische Zomerspelen 2008 in Peking, China. Nigeria debuteerde op de Zomerspelen in 1952 en deed in 2008 voor de veertiende keer mee. Net als vier jaar eerder werd geen goud gewonnen. Wel werd dit keer twee zilveren medailles gewonnen terwijl ook het aantal bronzen medailles behouden bleef, later werd de bronzen medaille van Blessing Okagbare opgewaardeerd naar zilveren vanwege een positieve dopingtest en ontving Mariam Usman een bronzen medaille.

## Medailleoverzicht
| Sport         | Olympiër | Discipline      | Medaille |
| ------------- | --- | --------------- | -------- |
| Voetbal       | Olubayo Adefemi Dele Adeleye Oluwafemi Ajilore Efe Ambrose Victor Anichebe Onyekachi Apam Emmanuel Ekpo Ikechukwu Ezenwa Promise Isaac Monday James Sani Kaita Chinedu Obasi Victor Nsofor Obinna Peter Odemwingie Chibuzor Okonkwo Solomon Okoronkwo Oladapo Olufemi Ambruse Vanzekin | mannen          | Zilver   |
| Atletiek      | Ene Franca Idoko Halimat Ismaila Gloria Kemasuode Oludamola Osayomi | 4x100m (v)      | Zilver   |
| Atletiek      | Blessing Okagbare | verspringen (v) | Zilver   |
| Gewichtheffen | Mariam Usman | +75kg (v)       | Brons    |
| Taekwondo     | Chika Yagazie Chukwunerije | +80kg (m)       | Brons    |

## Deelnemers en resultaten
(m) = mannen, (v) = vrouwen 

### Atletiek
| Olympiër                                                                                           | Discipline             | Resultaat | Prestatie                                                                        |
| -------------------------------------------------------------------------------------------------- | ---------------------- | --------- | -------------------------------------------------------------------------------- |
| Uchenna Emedolu                                                                                    | 100m (m)               | 41e       | serie 8: 4de in 10,46                                                            |
| Soji Fasuba                                                                                        | 100m (m)               | 19e       | serie 5: 2de in 10,29 kwartfinale 2: 4de in 10,21                                |
| Obinna Metu                                                                                        | 100m (m)               | 26e       | serie 7: 2de in 10,34 kwartfinale 4: 6de in 10,27                                |
| Obinna Metu                                                                                        | 200m (m)               | 23e       | serie 7: 1ste in 20,62 kwartfinale 3: 6de in 20,65                               |
| Godday James                                                                                       | 400m (m)               | 18e       | serie 3: 2de in 45,49 halve finale 2: 6de in 45,24                               |
| Saul Weigopwa                                                                                      | 400m (m)               | 12e       | serie 5: 2de in 45,19 halve finale 1: 5de in 45,02                               |
| Selim Nurudeen                                                                                     | 110m horden (m)        | 22e       | serie 4: 3de in 13,58 kwartfinale 4: 4de in 13,66                                |
| Oluwunmi Aje Uchenna Emedolu Olusoji Fasuba Obinna Joseph Metu Onyeabor Ngwogu Chinedu Oriala      | 4x100m (m)             | DNF       | serie 1: niet gefinisht                                                          |
| |                        |           |                                                                                  |
| Franca Idoko                                                                                       | 100m (v)               | 35e       | serie 7: 4de in 11,61 kwartfinale 1: 7de in 11,66                                |
| Halimat Ismaila                                                                                    | 100m (v)               | 46e       | serie 5: 4de in 11,72                                                            |
| Damola Osayomi                                                                                     | 100m (v)               | 13e       | serie 8: 1ste in 11,13 kwartfinale 3: 2de in 11,28 halve finale 2: 8ste in 11,44 |
| Gloria Kemasuode                                                                                   | 200m (v)               | 37e       | serie 3: 6de in 23,72                                                            |
| Damola Osayomi                                                                                     | 200m (v)               | 21e       | serie 3: 3de in 23,31 kwartfinale 2: 6de in 23,27                                |
| Shade Abugan                                                                                       | 400m (v)               | 14e       | serie 5: 3de in 51,45 halve finale 3: 6de in 51,30                               |
| Joy Eze                                                                                            | 400m (v)               | 17e       | serie 7: 4de in 51,97 halve finale 2: 5de in 51,87                               |
| AJ Odumosu                                                                                         | 400m (v)               | 21e       | serie 1: 3de in 51,39 halve finale 1: 7de in 52,45                               |
| Toyin Augustus                                                                                     | 100m horden (v)        | 30e       | serie 4: 7de in 13,34                                                            |
| Ene Franca Idoko Halimat Ismaila Gloria Kemasuode Oludamola Osayomi                                | 4x100m (v)             | Zilver    | serie 1: 4de in 43,43 finale: 2de in 43,04                                       |
| Endurance Abinuwa Folashade Abugan Joy Amechi Eze Oluoma Nwoke Muizat Ajoke Odumosu Gladys Stephen | 4x400m (v)             | 5e        | serie 2: 3de in 3.24,10 finale: 5de in 3.23,74                                   |
| Blessing Okagbare                                                                                  | verspringen (v)        | Zilver    | kwalificatie groep B: 4de met 6,59m finale: 2de met 6,91m                        |
| Chinonye Ohadugha                                                                                  | hink-stap-springen (v) | 30e       | kwalificatie groep A: 16de met 13,29m                                            |
| Doreen Amata                                                                                       | hoogspringen (v)       | 16e       | kwalificatie groep A: 5de met 1,89m                                              |
| Vivian Chukwuemeka                                                                                 | kogelstoten (v)        | 24e       | kwalificatie groep B: 9de met 17,15m                                             |

### Badminton
| Olympiër     | Discipline    | Resultaat | Prestatie                                   |
| ------------ | ------------- | --------- | ------------------------------------------- |
| Grace Daniel | enkelspel (v) | 33e       | 1ste ronde: V van CZE Gavnholt: 13-21, 8-21 |

### Boksen
| Olympiër            | Discipline | Resultaat | Prestatie                                                   |
| ------------------- | ---------- | --------- | ----------------------------------------------------------- |
| Rasheed Lawal       | -60kg (m)  | 9e        | 1ste ronde: vrij 2de ronde: V van ARM Javakhyan: 0-12       |
| Dauda Izobo         | -81kg (m)  | 17e       | 1ste ronde: V van GHA Samir: scheidsrechterlijke beslissing |
| Olanrewaju Durodola | -91kg (m)  | 9e        | 1ste ronde: V van CUB Acosta: 0-11                          |
| Onoriode Ohwarieme  | +91kg (m)  | 9e        | 1ste ronde: V van LTU Jakšto: 1-11                          |

### Gewichtheffen
| Olympiër       | Discipline | Resultaat | Prestatie                                                    |
| -------------- | ---------- | --------- | ------------------------------------------------------------ |
| Felix Ekpo     | -77kg (m)  | 15e       | trekken: 18de met 143kg stoten: 14de met 182kg totaal: 325kg |
| Benedict Uloko | -85kg (m)  | 13e       | trekken: 16de met 148kg stoten: 13de met 191kg totaal: 339kg |
|                |            |           |                                                              |
| Mariam Usman   | +75kg (v)  | Brons     | trekken: 6de met 115kg stoten: 2de met 150kg totaal: 265kg   |

### Judo
| Olympiër     | Discipline | Resultaat | Prestatie                                            |
| ------------ | ---------- | --------- | ---------------------------------------------------- |
| Vivian Yusuf | -78kg (v)  | 16e       | 1ste ronde: vrij 2de ronde: V van GER Wollert: ippon |

### Voetbal

#### Mannen
| Olympiër | Discipline | Resultaat | Prestatie |
| --- | ---------- | --------- | --- |
| Ambruse Vanzekin Chibuzor Okonkwo Onyekachi Apam Dele Adeleye Monday James Chinedu Obasi Sani Kaita Victor Nsofor Obinna Promise Isaac Solomon Okoronkwo Oluwafemi Ajilore Olubayo Adefemi Peter Odemwingie Efe Ambrose Victor Anichebe Emmanuel Ekpo Ikechukwu Ezenwa Oladapo Olufemi | mannen     | Zilver    | groep B: 1ste G van Nederland: 0-0 W van Japan: 2-1 W van Verenigde Staten: 2-1 kwartfinale: W van Ivoorkust: 2-0 halve finale: W van België: 4-1 finale: V van Argentinië: 0-1 |

| Groep B |                  |             |             |             |             |            |            |            |        |
| #       | Land             | Wedstrijden | Wedstrijden | Wedstrijden | Wedstrijden | Doelpunten | Doelpunten | Doelpunten | Punten |
| #       | Land             | G           | W           | G           | V           | V          | T          | Saldo      | Punten |
| 1       | Nigeria          | 3           | 2           | 1           | 0           | 4          | 2          | +2         | 7      |
| 2       | Nederland        | 3           | 1           | 2           | 0           | 3          | 2          | +1         | 5      |
| 3       | Verenigde Staten | 3           | 1           | 1           | 1           | 4          | 4          | 0          | 4      |
| 4       | Japan            | 3           | 0           | 0           | 3           | 1          | 4          | -3         | 0      |

| Ronde        | Datum       | Plaats    | Land | Score      | Land |
| ------------ | ----------- | --------- | ---- | ---------- | ---- |
| Groepsfase   |             |           |      |            |      |
| 7 augustus   | Tianjin     | Nederland | 0-0  | Nigeria    |      |
| 10 augustus  | Tianjin     | Nigeria   | 2-1  | Japan      |      |
| 13 augustus  | Beijing     | Nigeria   | 2-1  | Japan      |      |
| Kwartfinale  |             |           |      |            |      |
| 16 augustus  | Qinhuangdao | Nigeria   | 2-0  | Ivoorkust  |      |
| Halve finale |             |           |      |            |      |
| 19 augustus  | Shanghai    | Nigeria   | 4-1  | België     |      |
| Finale       |             |           |      |            |      |
| 23 augustus  | Beijing     | Nigeria   | 0-1  | Argentinië |      |

#### Vrouwen
| Olympiër | Discipline | Resultaat | Prestatie                                                                 |
| --- | ---------- | --------- | ------------------------------------------------------------------------- |
| Ifeanyichukwu Chiejene Rita Chikwelu Precious Dede Onome Ebi Edith Eduviere Efioanwan Ekpo Lilian Cole Christie George Faith Ikidi Tawa Ishola Ulunma Jerome Stella Mbachu Sarah Michael Perpetua Nkwocha Cynthia Uwak | vrouwen    | 11e       | groep B: 4de V van Pakistan: 0-1 V van Duitsland: 0-1 V van Brazilië: 1-3 |

| Groep B |           |             |             |             |             |            |            |            |        |
| #       | Land      | Wedstrijden | Wedstrijden | Wedstrijden | Wedstrijden | Doelpunten | Doelpunten | Doelpunten | Punten |
| #       | Land      | G           | W           | G           | V           | V          | T          | Saldo      | Punten |
| 1       | Brazilië  | 3           | 2           | 1           | 0           | 5          | 2          | +3         | 7      |
| 2       | Duitsland | 3           | 2           | 1           | 0           | 2          | 0          | +2         | 7      |
| 3       | Pakistan  | 3           | 1           | 0           | 2           | 2          | 3          | -1         | 3      |
| 4       | Nigeria   | 3           | 0           | 0           | 3           | 1          | 5          | -4         | 0      |

| Ronde       | Datum    | Plaats   | Land | Score     | Land |
| ----------- | -------- | -------- | ---- | --------- | ---- |
| Groepsfase  |          |          |      |           |      |
| 6 augustus  | Shenyang | Pakistan | 1-0  | Nigeria   |      |
| 9 augustus  | Shenyang | Nigeria  | 0-1  | Duitsland |      |
| 12 augustus | Beijing  | Nigeria  | 1-3  | Brazilië  |      |

### Taekwondo
| Olympiër           | Discipline | Resultaat | Prestatie |
| ------------------ | ---------- | --------- | --- |
| Isah Mohammad      | -68kg (m)  | 9e        | voorronde: W van MEX Islas: 2-2 kwartfinale: V van PER López: 0-3                                                                                    |
| Chika Chukwumerije | +80kg (m)  | 9e        | voorronde: W van VIE Van Hung: 3-1 kwartfinale: W van MLI Keita: 1-0 halve finale: V van GRE Nikolaidis: 2-3 bronzen finale: W van UZB Irgashev: 4-3 |

### Tafeltennis
| Olympiër                                       | Discipline    | Resultaat | Prestatie |
| ---------------------------------------------- | ------------- | --------- | --- |
| Monday Merotohun                               | enkelspel (m) | 65e       | voorronde: V van CHN Zeng: 2-4 (12-10, 5-11, 8-11, 11-8, 10-12, 9-11) |
| Segun Toriola                                  | enkelspel (m) | 17e       | voorronde: W van USA Zhuang: 4-3 (8-11, 11-8, 2-11, 11-6, 9-11, 11-7, 11-8) 1ste ronde: W van POR Monteiro: 4-3 (5-11, 11-7, 11-7, 5-11, 11-9, 9-11, 11-7) 2de ronde: W van BEL Saive: 4-2 (11-8, 11-7, 8-11, 9-11, 11-3, 12-10) 3de ronde: V van KOR Oh: 3-4 (14-12, 13-15, 6-11, 5-11, 11-9, 11-9, 7-11) |
| Monday Merotohun Kazeem Nosiru Segun Toriola   | team (m)      | 9e        | groep D: 3de V van Japan: 0-3 V van Hongkong: 0-3 W van Rusland: 3-2 |
|                                                |               |           | |
| Bose Kaffo                                     | enkelspel (v) | 64e       | voorronde: V van AUS Sang: 1-4 (8-11, 12-10, 9-11, 2-11, 7-11) |
| Cecilia Otu Offiong                            | enkelspel (v) | 64e       | voorronde: V van AUS Miao: 0-4 (7-11, 5-11, 5-11, 12-14) |
| Bose Kaffo Cecilia Otu Offiong Funke Oshonaike | team (v)      | 9e        | groep D: 4de V van Singapore: 0-3 V van Verenigde Staten: 0-3 V van Nederland: 0-3 |

### Worstelen
| Olympiër           | Discipline  | Resultaat   | Prestatie                                              |
| Vrije stijl        | Vrije stijl | Vrije stijl | Vrije stijl                                            |
| ------------------ | ----------- | ----------- | ------------------------------------------------------ |
| Wilson Seiwari     | -125kg (m)  | 18e         | kwalificatie: vrij 1ste ronde: V van SVK Musulbes: 0-3 |
| Vrije stijl        |             |             |                                                        |
| Amarachi Obiajunwa | -72kg (v)   | 15e         | 1ste ronde: V van USA Bernard: 0-3                     |

### Zwemmen
| Olympiër       | Discipline         | Resultaat | Prestatie              |
| -------------- | ------------------ | --------- | ---------------------- |
| Yellow Yei Yah | 50m vrije slag (m) | 55e       | serie 6: 1ste in 24,00 |
|                |                    |           |                        |
| Ngozi Monu     | 50m vrije slag (v) | 52e       | serie 6: 6de in 27,39  |

Afghanistan · Albanië · Algerije · Amerikaanse Maagdeneilanden · Amerikaans-Samoa · Andorra · Angola · Antigua en Barbuda · Argentinië · Armenië · Aruba · Australië · Azerbeidzjan · Bahama's · Bahrein · Bangladesh · Barbados · België · Belize · Benin · Bermuda · Bhutan · Bolivia · Bosnië en Herzegovina · Botswana · Brazilië · Britse Maagdeneilanden · Bulgarije · Burkina Faso · Burundi · Cambodja · Canada · Centraal-Afrikaanse Republiek · Chili · China · Chinees Taipei · Colombia · Comoren · Congo-Brazzaville · Congo-Kinshasa · Cookeilanden · Costa Rica · Cuba · Cyprus · Denemarken · Djibouti · Dominica · Dominicaanse Republiek · Duitsland · Ecuador · Egypte · El Salvador · Equatoriaal-Guinea · Eritrea · Estland · Ethiopië · Fiji · Filipijnen · Finland · Frankrijk · Gabon · Gambia · Georgië · Ghana · Grenada · Griekenland · Groot-Brittannië · Guam · Guatemala · Guinee · Guinee‑Bissau · Guyana · Haïti · Honduras · Hongarije · Hongkong · Ierland · IJsland · India · Indonesië · Irak · Iran · Israël · Italië · Ivoorkust · Jamaica · Japan · Jemen · Jordanië · Kaaimaneilanden · Kaapverdië · Kameroen · Kazachstan · Kenia · Kirgizië · Kiribati · Koeweit · Kroatië · Laos · Lesotho · Letland · Libanon · Liberia · Libië · Liechtenstein · Litouwen · Luxemburg · Macedonië · Madagaskar · Malawi · Malediven · Maleisië · Mali · Malta · Marshalleilanden · Marokko · Mauritanië · Mauritius · Mexico · Micronesië · Moldavië · Monaco · Mongolië · Montenegro · Mozambique · Myanmar · Namibië · Nauru · Nederland · Nederlandse Antillen · Nepal · Nicaragua · Nieuw-Zeeland · Niger · Nigeria · Noord-Korea · Noorwegen · Oeganda · Oekraïne · Oezbekistan · Oman · Oostenrijk · Oost‑Timor · Pakistan · Palau · Palestina · Panama · Papoea-Nieuw-Guinea · Paraguay · Peru · Polen · Portugal · Puerto Rico · Qatar · Roemenië · Rusland · Rwanda · Saint Kitts en Nevis · Saint Lucia · Saint Vincent en Grenadines · Salomonseilanden · Samoa · San Marino · Sao Tomé en Principe · Saoedi-Arabië · Senegal · Servië · Seychellen · Sierra Leone · Singapore · Slovenië · Slowakije · Soedan · Somalië · Spanje · Sri Lanka · Suriname · Swaziland · Syrië · Tadzjikistan · Tanzania · Thailand · Togo · Tonga · Trinidad en Tobago · Tsjaad · Tsjechië · Tunesië · Turkije · Turkmenistan · Tuvalu · Uruguay · Vanuatu · Venezuela · Verenigde Arabische Emiraten · Verenigde Staten · Vietnam · Wit-Rusland · Zambia · Zimbabwe · Zuid-Afrika · Zuid-Korea · Zweden · Zwitserland
Uitgesloten van deelname: Brunei